# Phytomyza takhiniensis
Phytomyza takhiniensis este o specie de muște din genul Phytomyza, familia Agromyzidae, descrisă de Stéphanie Boucher și Wheeler în anul 2001.
Este endemică în Yukon. Conform Catalogue of Life specia Phytomyza takhiniensis nu are subspecii cunoscute.